# Hoover-gát
A Hoover-gát  egy nagy teljesítményű vízerőmű Arizona és Nevada államok határán, a Colorado folyón, az Amerikai Egyesült Államok területén. Építése 1931-től 1936-ig tartott, és elkészültekor ez volt a világ legnagyobb gátja. Az elnevezés sok vitát kavart a közvéleményben, végül a korábbi elnökről, Herbert Hooverről nevezték el. A duzzasztás eredményeként a gát mögött létrejött tó a Mead-tó.

## Kutatás az erőforrások után
Ahogy fejlődött a délnyugati országrész az Egyesült Államokban, egyre több figyelmet fordítottak a Colorado folyóra. Az 1890-es évek végén William Beatty földbirtokos egy csatornát tervezett építeni a folyótól a Mexikóhoz közeli birtokáig öntözés céljából, de végül a terv a költségek miatt kudarcba fulladt. 1902-re az elektromos áram továbbítása már felfejlődött annyira, hogy a Los Angelesben működő Edison Electric Company felvetette egy gát építését a Colorado folyóra, ami 12 méter magas és 7500 kW energiát termelne, de ezt az energiát csak 130 km-es távolságba tudták volna eljuttatni, és csak néhány közeli bánya ellátására lett volna lehetőség, ezért ezt elvetették. 1922-ben újra felmerült egy gát terve, Arthur Powell Davis javaslata az volt, hogy 32 km-re a gáttól dinamittal robbantsanak le sziklákat, és a folyón úsztassák le a gát építéséhez, de ezt is elvetették.

## Építés

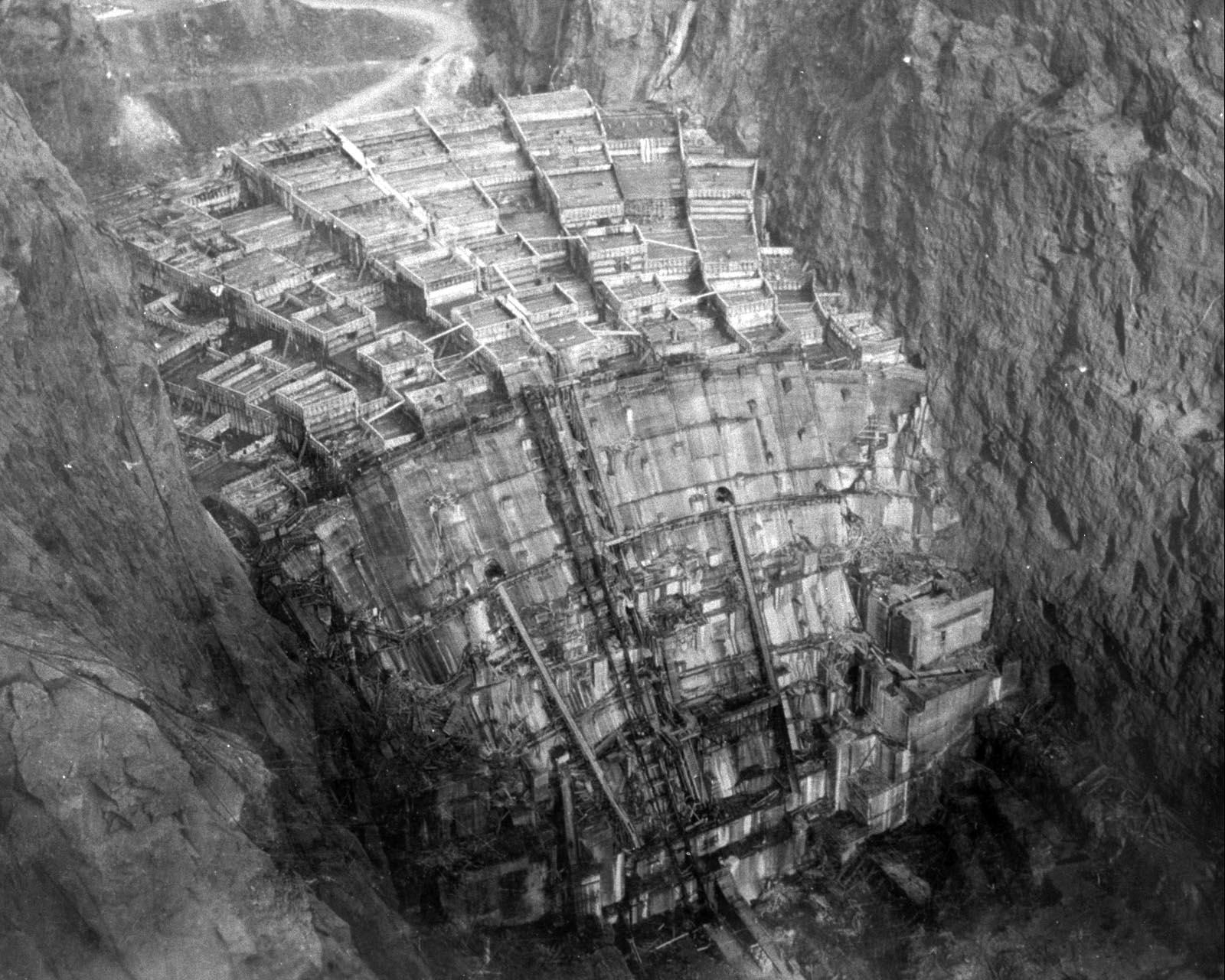
Az építkezés 1934. február 24-én

A Hoover gát 1931 és 1936 között épült, amely meglepően rövid időnek tűnik, ha figyelembe vesszük a kor építészetének technikai színvonalát. Első lépésként – a tényleges gát létrehozása előtt – el kellett terelni magát a Colorado folyót. Emiatt két kisebb gátat és négy elvezető csatornát kellett elkészíteni. A csatornák mindegyike 17 méter széles és majdnem 5 km hosszú volt. Ezután az építési területet tették vízmentessé, majd kiásták a gát alapját. Az ásás során több mint 1 millió köbméter földet mozgattak meg és távolítottak el. A gát első betonelemét 1933 nyarán helyezték el, és az építkezés során számos technikai újítást alkalmaztak. Ezek közül az egyik legérdekesebb a világon először itt alkalmazott, speciális eljárás, amellyel a gátat alkotó betonelemeket le lehetett hűteni. A mérnökök kiszámolták, hogy ha a gátat egyetlen hatalmas tömbben építenék meg, akkor a betonnak 125 évre volna szüksége, hogy elérje a megfelelő hőmérsékletet, és megkössön. Ráadásul az összehúzódás miatt be is repedezne és morzsolódna. Ezért a gát számtalan, egymásba illeszkedő, trapéz alakú betonoszlopból áll. A további hűtés érdekében az alkotó elemek mindegyike 25 mm átmérőjű hűtőcsöveket tartalmaz, amelyekben a folyó vize cirkulált. Miután mindegyik réteget lehűtötték, a csöveket eltávolították, és kiegyenlítették a nyomást.
Az építkezéshez 3 330 000 m³ betont használtak fel. Ez akkora mennyiség, hogy egy San Franciscót New Yorkkal összekötő kétsávos autópálya építéséhez is elegendő lett volna. Az építés összköltsége meghaladta a 49 millió dollárt. A gát azonban nemcsak anyagi, hanem emberi áldozatokat is követelt. Összesen 21 000-en vettek részt az építkezésben. A munkálatok során 112-en vesztették életüket, közülük 96-an haltak meg az építkezés közben. A sok erőfeszítés azonban nem volt hiábavaló. A 221 méter magas, 379 méter hosszú és – helyenként – 200 méter vastagságú gát 1936 tavaszára elkészült, s mind a mai napig eredeti berendezéseivel működik. A gát lábánál álló vízerőmű 16 hatalmas turbinája egy U alakú épületben kapott helyet (8-8 turbina mindkét oldalon), a rendszer üzembe helyezése 1936-ban vette kezdetét, és 1961-ig tartott.

## Napjainkban

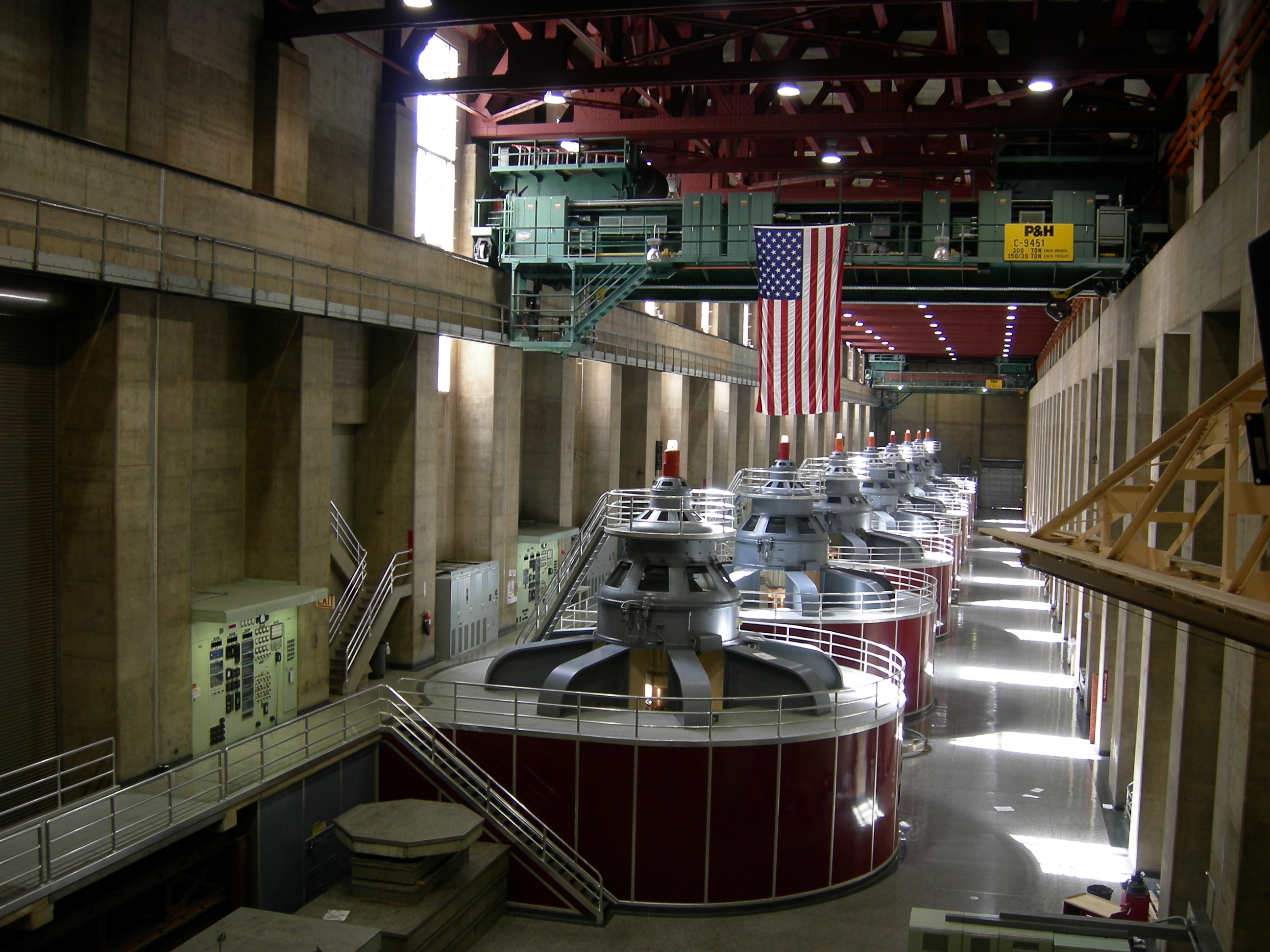
Generátorok

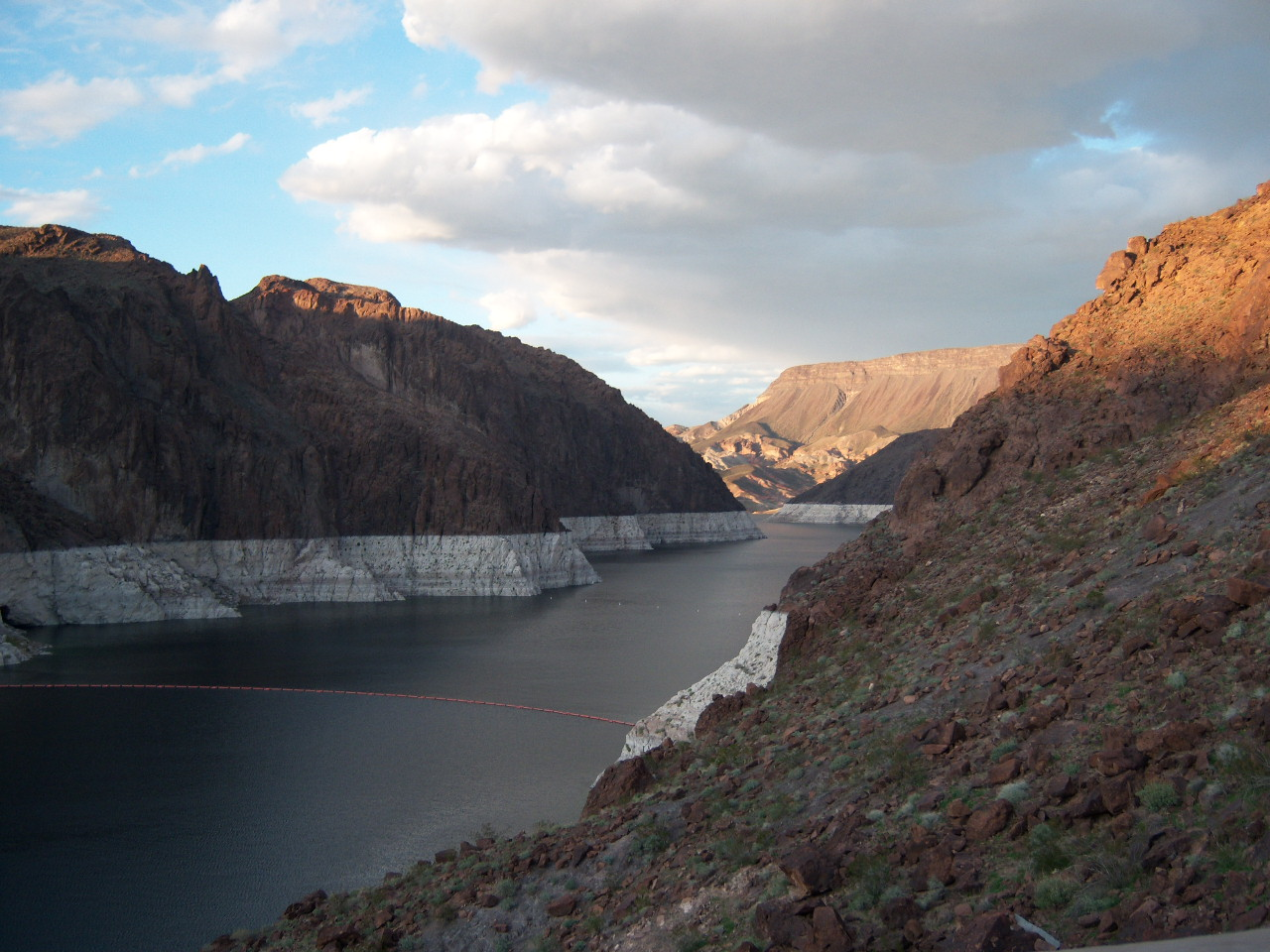
A fehér sziklafal mutatja a korábbi vízszinteket

A hatalmas szerkezet kulcsszerepet játszik a folyószabályozásban, emellett létfontosságú édesvízzel látja el az év minden napján Nevada, Arizona és Kalifornia több mint 20 millió lakosát. Ugyancsak fontos feladata az elektromos áram termelése. Az erőmű több mint 2000 megawatt teljesítményű, amely 1,3 millió ember számára elegendő áram termelését jelenti. Az áramot több száz mérföld hosszú villamos távvezetékek szállítják a környező államok gyáraiba, finomítóiba és a civil felhasználókhoz, köztük a 40 km-re fekvő Las Vegashoz.
A Hoover-gát átadása óta szinte mágnesként vonzza a belföldi és külföldi turistákat. Évente több százezren vesznek részt a Hoover-gát Látogatóközpontja által szervezett túrákon. Az érdeklődők megismerkedhetnek a gát építésének történetével, láthatják az erőmű óriási turbináit és sétálhatnak a szerkezet tetején is.
Mivel a gát stratégiai fontosságú célpont (lehet), ezért a történelem során két alkalommal zárták el a nyilvánosság elől: először a Pearl Harbor elleni japán támadás napján, 1941. december 7-én. Egészen a második világháború végéig a gáton áthaladó járművek csak konvojban haladhattak, szigorú katonai kísérettel. Másodszor a 2001. szeptember 11-ei terrortámadást követően zárták le a létesítményt, ami azután 2002 decemberében ismét megnyitotta kapuit a nagyközönség előtt.
A közelmúltban a gátat a filmipar is „felfedezte”, a 2007-ben bemutatott Transformers néhány kulcsjelenete is itt játszódott, valamint 2015-ben a Törésvonal  egyes jelenetei is.
Az 1999-ben „A 20. század 5. legkiemelkedőbb építészeti teljesítményének” címét elnyerő Hoover-gát azonban több mint pusztán egy nagy építmény, egy erőmű, vagy egy turista látványosság. Szimbólum is egyben, hiszen ne feledjük, hogy az 1930-as évek elején súlyos gazdasági recesszió és depresszió sújtotta az USA-t. Az építési munkálatokat, az akadályok leküzdésének embert próbáló feladatát kiemelt figyelemmel kísérte az egész nemzet.
Az elmúlt időszakban a Colorado vízhozama az éghajlatváltozás miatt lecsökkent, így kérdésessé vált az erőmű sorsa.

## Fordítás
Ez a szócikk részben vagy egészben  a   Hoover Dam című angol Wikipédia-szócikk fordításán alapul.  Az eredeti cikk szerkesztőit annak laptörténete sorolja fel. Ez a jelzés csupán a megfogalmazás eredetét és a szerzői jogokat jelzi, nem szolgál a cikkben szereplő információk forrásmegjelöléseként.